# 알타베라파스주

알타베라파스 주의 위치

알타베라파스주(스페인어: Departamento de Alta Verapaz)는 과테말라 중북부에 위치한 주로 주도는 코반이며 면적은 8,686km2, 인구는 776,246명(2002년 기준)이다.
북쪽으로는 페텐 주, 동쪽으로는 이사발 주, 남쪽으로는 사카파 주와 엘프로그레소 주, 바하베라파스 주, 서쪽으로는 키체 주와 접한다. 16개 지방 자치체를 관할한다.

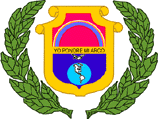
주 문장